# Agreste de Staudinger
Pour les articles homonymes, voir Agreste (homonymie).
Hipparchia mersina
Espèce
L’Agreste de Staudinger  (Hipparchia mersina) est une espèce de lépidoptères de la sous-famille des Satyrinae (famille des Nymphalidae).

## Dénomination
Il a été nommé Hipparchia mersina en 1871 par Otto Staudinger (1830-1900).
Synonymes :Hipparchia malickyi Kudrna, 1976.

### Noms vernaculaires
L'Agreste de Staudinger a été nommé en l'honneur de Staudinger. Il se nomme Αιγαιακή ιππάρχια en grec.

## Description
L'Agreste de Staudinger est de couleur marron avec des taches jaune orangé disposées en bande submarginale plus marquée chez la femelle, plus discrète chez le mâle, avec en bordure une frange entrecoupée et deux ocelles noirs pupillés de blanc aux antérieures et un très petit en position anale aux postérieures. 
Le revers des antérieures est jaune orangé avec une bande jaune plus clair qui porte deux ocelles noirs et une bordure marbrée de marron et de blanc alors que les postérieures sont entièrement marbrées de marron et de blanc.

## Biologie

### Période de vol et hivernation
L'Agreste de Staudinger vole en une génération de mi-mai à mi-juillet.

### Plantes hôtes
Ses plantes hôtes sont diverses des Gramineae.

## Écologie et distribution
L'Agreste de Stauder est présent dans les îles Égéennes grecques de Lesbos et de Samos et dans les îles turques,.

### Biotope
Il réside dans des clairières sèches.